# 沙蒂永 (汝拉州)
沙蒂永（法語：Châtillon，法語發音：[ʃatijɔ̃] ⓘ）是瑞士汝拉州的市镇，位於該國西北部，面積5.31平方公里，海拔高度523米，2011年人口441，八成人口信奉羅馬天主教，人口密度每平方公里83人。